# Sévero-Kavkazskoi Zonalnoi Opytnoi Stantsi VNIILR
Sévero-Kavkazskoi Zonalnoi Opytnoi Stantsi VNIILR (del ruso: Северо-Кавказской Зональной Опытной Станции ВНИИЛР) es un posiólok del raión de Dinskaya del krai de Krasnodar del sur de Rusia. Está situado en las tierras bajas de Kubán-Azov, al norte del embalse de Krasnodar, 17 km al sudeste de Dinskaya y 33 km al este de Krasnodar, la capital del krai. Tenía 84 habitantes en 2010.
Pertenece al municipio Vasiúrinskoye.